# Amylaria
Amylaria — рід грибів родини бандарцеві (Bondarzewiaceae). Назва вперше опублікована 1955 року.

## Класифікація
До роду Amylaria відносять 1 вид:
- Amylaria himalayensis.

## Поширення та середовище існування
Знайдений в Бутані в гірській місцевості на землі на деревині.